# Pleioneura griffithiana
Pleioneura griffithiana là loài thực vật có hoa thuộc họ Cẩm chướng. Loài này được (Boiss.) Rech. f. miêu tả khoa học đầu tiên năm 1951.